# 山本村 (広島県)
山本村（やまもとむら）は、広島県安佐郡にあった村。現在の広島市安佐南区の一部にあたる。

## 地理
山本川流域の山沿いに位置していた。

## 歴史
- 1889年（明治22年）4月1日、町村制の施行により、沼田郡東山本村、西山本村が合併して村制施行し、山本村が発足[1][2]。旧村名を継承した東山本、西山本の2大字を編成[1]。
- 1898年（明治31年）10月1日、郡の統合により安佐郡に所属[1][2]。
- 1943年（昭和18年）11月3日、安佐郡祇園町、長束村、原村と合併し、祇園町が継続して廃止された[1][2]。

### 地名の由来
中世武田氏の居城・金山城（佐東銀山城、武田山）の山麓に位置していたため。

## 産業
- 農業、畳表、茣蓙[1]